# Warder, Rendsburg-Eckernförde
Warder là một đô thị thuộc quận Rendsburg-Eckernförde, bang Schleswig-Holstein.